# Đầu máy TU7
TU7 (ТУ7) là một dòng đầu máy diesel khổ 750 mm (2 ft 5+1⁄2 in) – 1.067 mm (3 ft 6 in) do Liên Xô và sau này là Nga sản xuất. Được thiết kế trong giai đoạn 1971-1972 tại Nhà máy Chế tạo Máy Kambarsky để thay thế các đầu máy diesel TU4 và TU2 đã lỗi thời. 3372 chiếc đã được chế tạo, vài trăm chiếc được xuất khẩu sang các nước thuộc phe xã hội chủ nghĩa và các nước đồng minh, trong đó có Việt Nam.

## Lịch sử phát triển
Đầu máy được sản xuất bởi Kambarka Engineering Works tại Liên Xô từ năm 1972 đến năm 1994 và được giới thiệu lần đầu tiên vào năm 1975. Vào năm 1976-77 và năm 1991, các lô đầu máy diesel một đoạn (TU7E) và hai đoạn (2TU7) cho khổ 762-1430 mm, cũng như đầu máy diesel lái bên trái (TU7EL) được sản xuất để xuất khẩu, đã được giao cho Việt Nam, Cuba, Bulgaria, Tiệp Khắc, Guinea.

### Hệ thống điều khiển và buồng lái

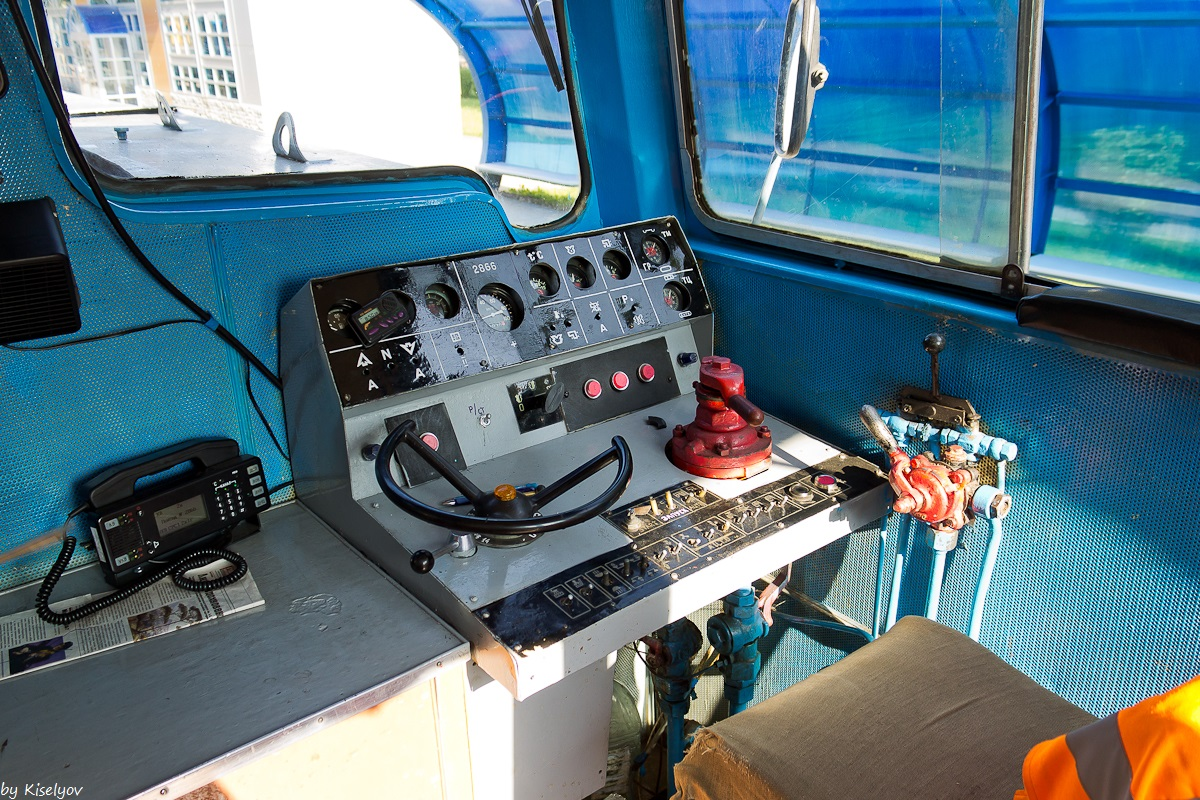
Cabin của đầu máy diesel TU7A-2866

## Biến thể

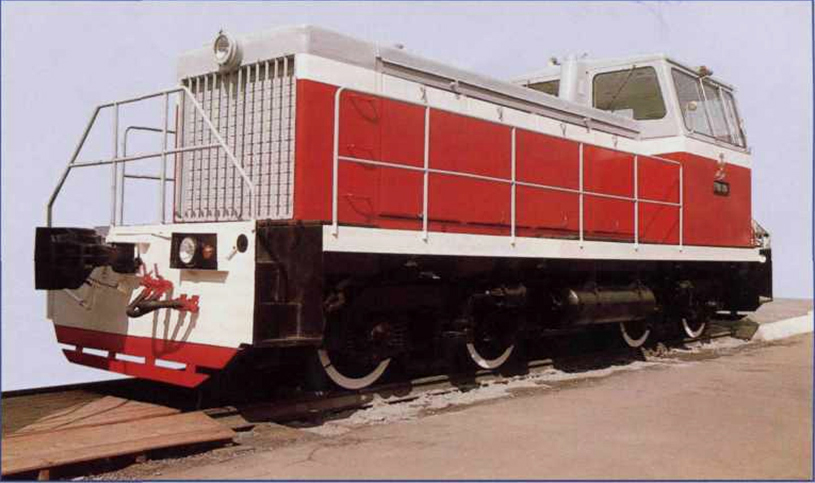
Đầu máy diesel TGM40

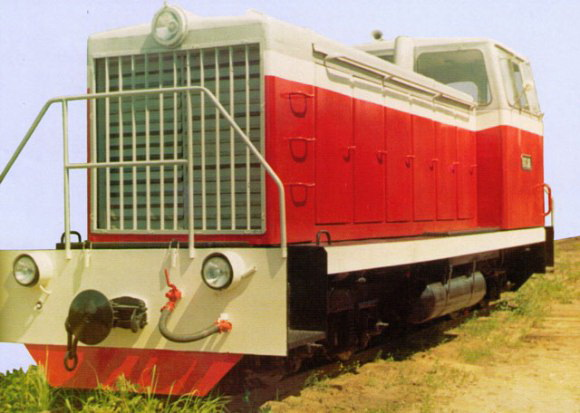
Đầu máy diesel TU7A

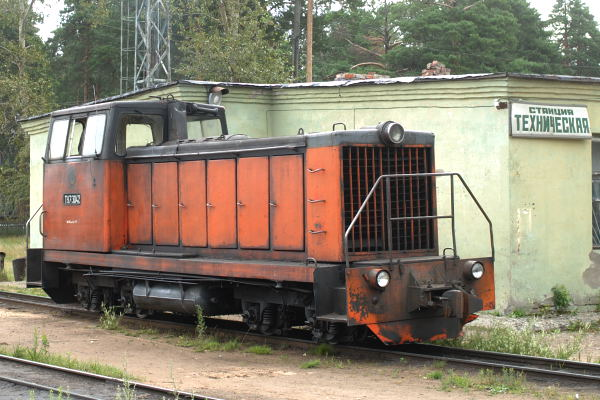
TU7A-3042 với loại bộ ghép nối tự động AUK

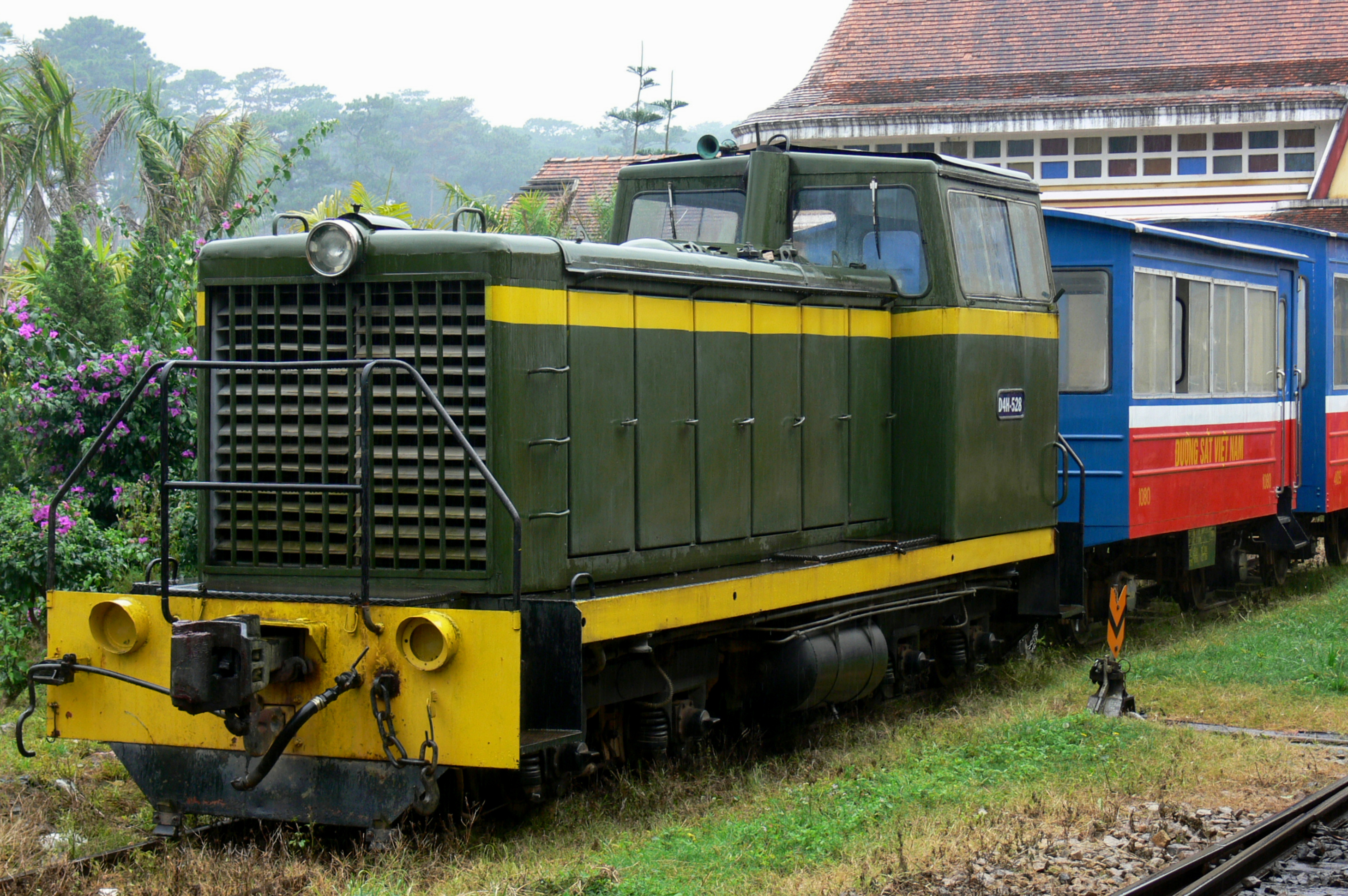
TU7E (D4H), Việt Nam

- TU7 hạng nhẹ
- TU7R
- TU7M (TGM40)

- TU7A

- TU7E, 2TU7, TU7EL

- TU7S
- TU7A (2008)

## Việt Nam

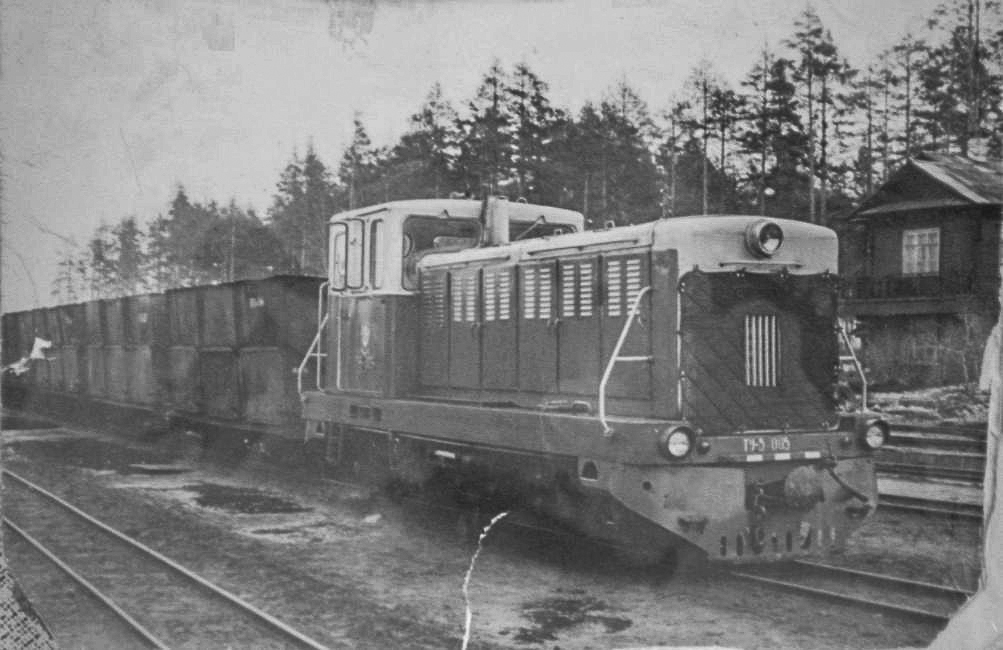
Loại đầu máy TU5 được Liên Xô viện trợ cho Miền Bắc Việt Nam trước đó (Ảnh minh họa)

Đầu máy D4H  được Liên Xô viện trợ và hiện chỉ còn ít chiếc được sử dụng trên tuyến đường sắt Tháp Chàm – Đà Lạt (Đà Lạt - Trại Mát) .
Phiên bản được sử dụng bởi Đường sắt Việt Nam có thể là phiên bản nặng hơn so với loại đầu máy TU7. Loại đầu máy này được thiết kế để vận hành trên các khổ ray từ 750 mm đến 1435 mm. Trước khi những đầu máy D4H này được đưa về Việt Nam thì trước đó, Kambarka Engineering Works đã được chuyển giao 30 đầu máy TU5 cho Miền Bắc Việt Nam. Sau khi sản xuất, tổng cộng đã có 247 đầu máy D4H được chuyển giao đến Việt Nam vào năm 1985. Ở Việt Nam, những đầu máy được thiết kế để chạy trên khổ ray hẹp được kí hiệu là D4H, còn có một phiên bản khác (nhưng chỉ chiếm số ít) được thiết kế để chạy trên khổ ray tiêu chuẩn được kí hiệu là D4Hr. Ngoài ra, còn có một lô D4H được sản xuất và chuyển giao cho Việt Nam vào năm 1991. Cho đến năm 2001, chỉ còn 183 đầu máy D4H còn hoạt động.